# عليوة تيزلفاوين
عليوة أو عليوة تزلفاون هو حساء جزائري تقليدي. وهو من التخصصات الطهوية للطوارق.

## الأصل
عليوة تزلفاون هو طبق تقليدي من مطبخ الطوارق، نشأ في واحات الهقار وطاسيلي، وهي مناطق تقع حاليًا ضمن ولايتي تمنراست وإليزي.

### أصل التسمية
اسم هذا الحساء يتكون من كلمتين من اللغة الأمازيغية الطوارقية. "عليوة" (وجمعها عليوان) تعني "عصيدة" مصنوعة من الطحين. أما "تزلفاون" فهي مشتقة من الفعل "ازلف" والذي يعني: "يشوي"، "يحرق"، "يحمص". وهي صفة تصف سنابل القمح أو الشعير المشويّة.
يمكن ترجمة اسم الطبق "عليوة تزلفاون" إلى "عصيدة القمح المشوي".

## الوصف
```
يُحضّر من 
القمح الأخضر
 أو 
الشعير
 المحمّص (ومن هنا جاءت التسمية "تزلفاون") على خشب 
الأكاسيا
 أو على 
أوراق القصب
. وتشمل المكونات الأخرى في هذا الطبق: الماء، البصل، الثوم، الزيت النباتي، الملح، الفلفل، وزبدة الماعز.
```

خلال الطهي، يُضاف البابونج الزغبي أو بابونج الصحراء، وهي نبتة محلية تُعرف باسم "آينسنس" في لغة التماهاق، وذلك لتعطير الحساء. ويُقدّم الحساء وهو ساخن.